# Hilde Sperlingová
Hilde Sperlingová (rodným jménem Krahwinkelová; 26. března 1908, Essen – 7. března 1981, Helsingborg) byla německo-dánská tenistka. Po sňatku s dánským tenistou Svendem Sperlingem v roce 1933 přijala i dánské občanství. Je všeobecně považována za nejlepší německou tenistku před Steffi Grafovou. Podle statistik Neda Pottera byla roku 1936 singlovou světovou jedničkou. Proslula především třemi po sobě jdoucími vítězstvími ve dvouhře na French Open (1935, 1936, 1937). Dvakrát se též probojovala do finále dvouhry ve Wimbledonu (1931, 1936). V roce 1935 hrála finále ženské čtyřhry na Roland Garros (s Britkou Margaret Scrivenovou) i ve Wimbledonu (s Britkou Fredou Jamesovou). V roce 1933 vyhrála smíšenou čtyřhru na Wimbledonu v páru s krajanem Gottfriedem von Crammem. Na dva zámořské grandslamy (do New Yorku a Melbourne) vůbec nejezdila, což ale v její době nebylo tak neobvyklé. US Open se navíc časově krylo s německým šampionátem, kde dodnes Sperlingová drží rekord v počtu po sobě jdoucích singlových triumfů (6). V roce 2013 byla uvedena do Mezinárodní tenisové síně slávy. Měla zvláštní držení rakety (a tím pádem často nečekané údery) způsobené zraněním vazů na čtvrtém a pátém prstu pravé ruky. Budila pozornost také svou výškou, která ji umožňovala příliš se na základní čáře nehýbat.